# Prudens van Duyse

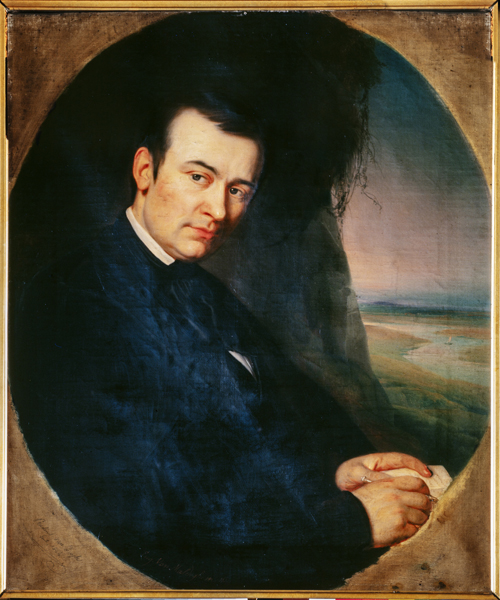
Prudens Van Duyse door Eugène Van Maldeghem

Prudentius Joannes Maria (Prudens) van Duyse (Dendermonde, 17 september 1804 – Gent, 13 november 1859) was een voorvechter van de Nederlandse taal, auteur van een omvangrijk oeuvre (dichtwerk, geschiedenis, essays) en vanaf 1838 stadsarchivaris van Gent.

## Levensloop

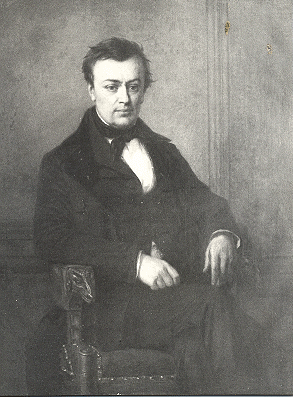
Reproductie van een portret van Prudens van Duyse.

Vanaf 1823 werkte Van Duyse als notarisklerk in Laken. In 1826 schreef hij zich in aan de universiteit van Leuven, waar hij een jaar studeerde. Vervolgens volgde hij de rechtenopleiding aan de universiteit van Gent, waar hij in 1832 promoveerde tot doctor in de rechten.
Hij schreef aanvankelijk zogenoemde nationale dichtkunst, maar zijn echte debuut maakte hij in 1829 met het gedicht 'Lofdicht op de Nederlandsche taal'. De Belgische Revolutie was bij hem als orangist niet welkom en hij week een tijdje uit naar Noord-Nederland, waar hij deel uitmaakte van de redactie van de Journal de La Haye, een krant die de politiek van koning Willem tegenover de zuidelijke separatisten steunde. Na zijn terugkeer liet hij zich, samen met zijn vrienden en stadgenoten, de gebroeders Leon en Gustave de Burbure de Wesembeek bij herhaling opmerken als orangist en ontsnapte hij ternauwernood aan veroordelingen. Na de erkenning van de scheiding (Verdrag van Londen (1839)) legde hij zich ook neer bij het koninkrijk België en droomde hij van een grote toekomst voor zijn land.
Hij publiceerde zijn meest gewaardeerde gedichten in de bloemlezingen 'Het Klaverblad' en 'Nazomer'. Van Duyse schreef vooral 'vaderlandslievende' poëzie en schetsen uit het Vlaamse volksleven in een plechtstatige en hoogdravende stijl. Van Duyse vertaalde ook uit het Latijn, Oudnoors en Oudhoogduits. Zijn Verhandeling over den Nederlandschen dichtbouw werd in 1851 bekroond. In 1860 werd hem postuum de vijfjaarlijkse Staatsprijs voor de Vlaamse letterkunde toegekend.
Hij is de vader van musicoloog Florimond van Duyse.

## Vlaamse Beweging
Als medeoprichter in 1836 van het genootschap 'De tael is gansch het Volk' gaf hij een belangrijke impuls aan de Vlaamse Beweging.
Hij nam actief deel aan de polemieken rond het invoeren van de commissiespelling (1839-1842). Hij was stichtend lid van het 'Vlaemsch Gezelschap' (1846) en was redacteur van 'De Eendragt' (1846).
In 1846 richtte hij samen met Etienne Evarist Van Maldeghem het Vlaemsch-Duitsch Zangverbond op te Brussel, dat in de daaropvolgende paar jaar zowel in Brussel als in Keulen zangfeesten organiseerde met Vlaamse en Duitstalige liederen.
In 1849 richtte hij mee het 'Nederlandsch Taal- en Letterkundig Congres' op.

## Eerbetoon
- In 1893 werd in Dendermonde een standbeeld voor Van Duyse onthuld nabij zijn geboortehuis. Het is een beeld door Godefroid Devreese op een sokkel van Victor Horta.
- Er is ook een Prudens Van Duysestraat in Dendermonde en een Prudens Van Duyseplein in Gent.

## Publicaties

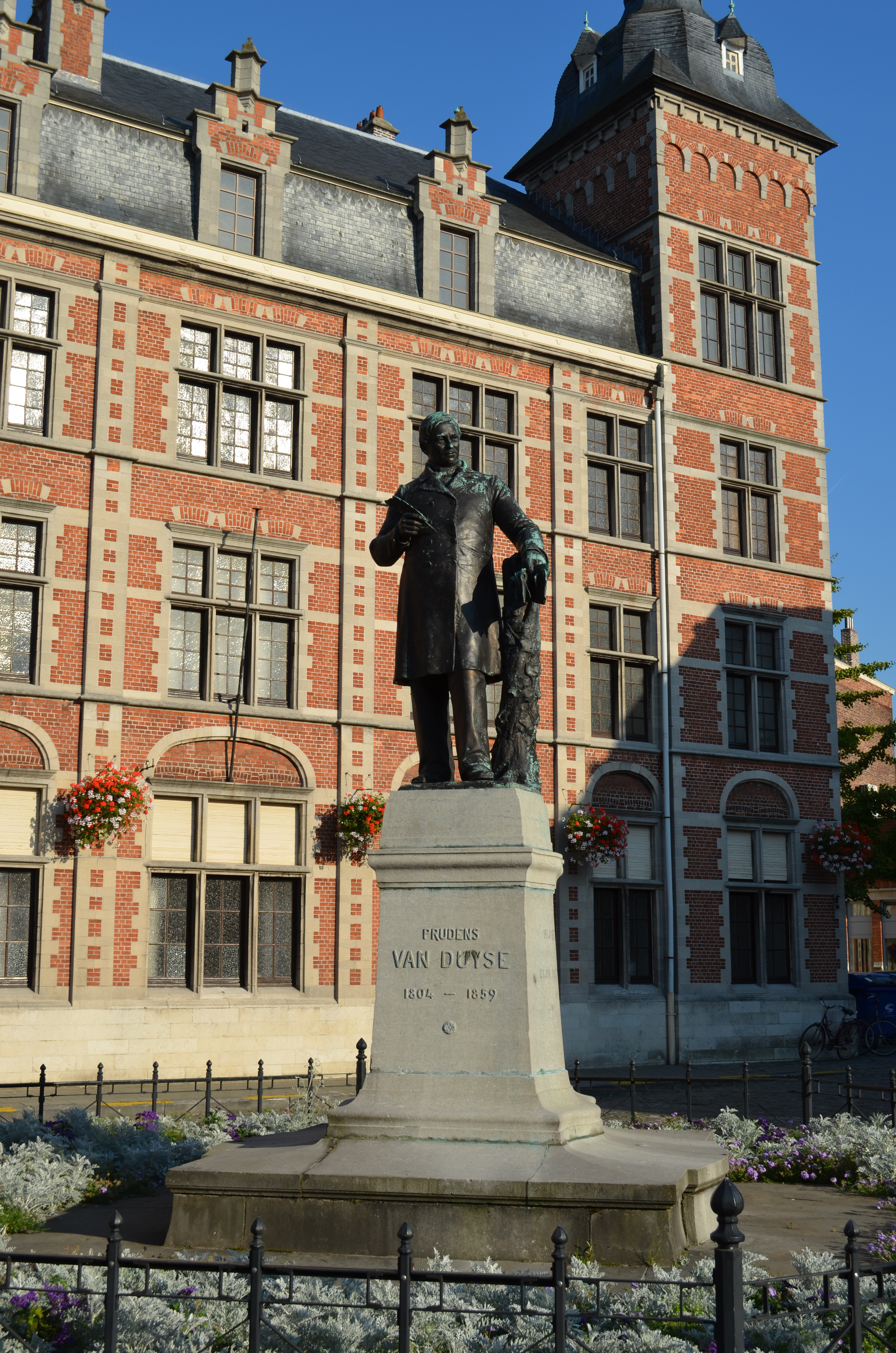
Het standbeeld van Van Duyse in Dendermonde.

### Dichtwerk
- Dichtstuk over den heldenmoed der Vlamingen tegen de Franschen betoond onder het bestuur van den graaf Guy van Dampière (1825)
- Griekenland, lierzang. Waterloo, kantate (1826)
- Lofdicht op de Nederlandsche tael (1829)
- De wanorde en omwenteling op den Vlaemschen zangberg (1830)
- Gedichten (1831)
- De Gentsche vaderbeul (1839)
- Vaderlandsche poëzy (1840)
- Anton Van Dyck, of De reis naar Italië (1841)
- De spellingsoorlog (1842)
- Godfried, of De godsdienst op het veld (1842)
- Natalia (1842)
- Groentje (1843)
- De zang van den Germaanschen slaaf (1848)
- Het klaverblad, Romancen, legenden, sagen (1848)
- Gedichtjes voor kinderen (1849)
- Nieuwe kindergedichten (1849)
- Verhandeling over den Nederlandschen dichtbouw (1854, 2 volumes)
- Jacob Van Artevelde (1859)
- Nazomer (1859)
- Nagelaten gedichten, 10 delen, (1882-1885)
- Bloemlezing uit zijn dichtwerk (1942)

### Proza
- (met Joos Schollaert), De Vastenavondfeest te Geeraerdsberge, in: Belgisch museum voor de Nederduitsche tael- en letterkunde en de geschiedenis des vaderlands, 1837
- Anneessens (1719), in: idem, 1837
- De torenbrand van Mechelen, naer het latijn van L. de Meyer, in: idem, 1837
- Sidronius Hosschius, in: idem, 1838
- Lierzang van Sarbievius, aen de latijnsche dichters van Belgie, in: idem, 1838
- De invloed des toneels op de volksbeschaving, in: idem, 1838
- Rosiana Coleners, in: idem, 1838
- Aen den slaep. Elegie, in: idem, 1838
- Willem Becanus, in: idem, 1839
- Verlof om van den steen gesneden te worden, in: idem, 1840
- De wilde man te Dendermonde, in: idem, 1840
- M. van Rysingen, in: idem, 1841
- Ragnar Lodbrog, Yslandsche saga, in: idem, 1841
- Zegezang op Lodewyk III, verwinnaer der Noordmannen ten jare 883, in: idem, 1841
- Spreekwoorden aen geestelyke zaken ontleend, in: idem, 1841
- Nalezingen, in: idem, 1841
- Nayver der Gentsche schilders jegens die van Antwerpen, in: idem, 1842
- Een zegbrief of arbitragie van den abt van Drongen, van het jaer 1360, in: idem 1842
- Lalus, in: idem, 1842
- Karel van Mander, in: idem, 1842
- Brief van Sanderus over eene stadsbibliotheek, te Gent, in: idem, 1842
- Pieter Johan Robyn, in: idem, 1843
- Zonderling vonnis van het jaer 1443, in: idem, 1843
- A.E. Vanden Poel, Vlaemsch dichter, in: idem, 1843
- Herman Hugo, in: idem, 1843
- Klagten der zieke poorters in het gasthuis te Gent, ten jare 1349, in: idem, 1843
- Pieter-Judocus de Borchgrave, in: idem, 1844
- Belgisch museum voor de Nederduitsche tael- en letterkunde en de geschiedenis des vaderlands, in: idem, 1845
- Michiel de Swaen, in: idem, 1845
- Kaspar Hendrik van Boekel, Jan Frans Brouwenaar, Prudens van Duyse, Frans Rens, Theodoor van Rijswijck, C.P. Serrure en F.A. Snellaert, Redevoeringen en gedichten op het graf van Willems uitgesproken, in: idem, 1846
- De bekroonde Else der Gentsche Schoenmakers, in: idem, 1846
- Justus Harduyn, in: idem, 1846
- Pater Verhegghen, in: idem, 1846
- De rederykkamer van den Heiligen Geest, te Brugge, in: idem, 1846
- Levensberigt van Josef Bernard Cannaert, in: idem, 1849
- Levensberigt van Norbert Cornelissen, in: Jaarboek van de Maatschappij der Nederlandse Letterkunde, 1850
- Verhandeling over den Nederlandschen versbouw, 1854
- De Trommelaer en eens Graven Dochter, in: De Vlaemsche zanger, 1856
- Middelnederlandsche poëzie, deels hersteld, deels voor 't eerst uitgegeven door Mr Prudens van Duyse, in: Dietsche Warande, 1858
- Verhandeling over den drievoudigen invloed der rederijkerskameren, voorafgegaan door een overzicht harer geschiedenis, 1861
- Cat's invloed op de Vlaamsche letterkunde, 1861
- De trommelaer en eens graven dochter, in: Oude en nieuwe liedjes, 1864
- Werkmans-lied, in: Oude en nieuwe liedjes, 1864
- De Rederijkerskamers in Nederland. Hun invloed op letterkundig, politiek en zedelijk gebied, 1900-1902